# WTA Challenger Canberra
Das WTA Challenger Canberra (offiziell: Workday Canberra International) ist ein Tennisturnier der WTA Challenger Series, das seit 2024 in der australischen Hauptstadt Canberra auf dem Gelände des Canberra Tennis Centre ausgetragen wird.

## Siegerliste

### Einzel
| Jahr | Siegerin            | Finalgegnerin | Ergebnis |
| ---- | ------------------- | ------------- | -------- |
| 2024 | Nuria Párrizas Díaz | H. Dart       | 6:4, 6:3 |
| 2025 | Aoi Itō             | Wei Sijia     | 6:4, 6:3 |

### Doppel
| Jahr | Siegerinnen                        | Finalgegnerinnen                  | Ergebnis         |
| ---- | ---------------------------------- | --------------------------------- | ---------------- |
| 2024 | Veronika Erjavec Darja Semeņistaja | Kaylah McPhee Astra Sharma        | 6:2, 6:4         |
| 2025 | Jaimee Fourlis Petra Hule          | Darja Semeņistaja Nina Stojanović | 7:5, 4:6, [10:6] |